# 1839 en littérature
| Années de la littérature : 1836 - 1837 - 1838 - 1839 - 1840 - 1841 - 1842    |
| Décennies de la littérature : 1800 - 1810 - 1820 - 1830 - 1840 - 1850 - 1860 |

Cet article présente les faits marquants de l'année 1839 en littérature.

## Évènements
- 22 juillet : Victor Hugo rencontre Balzac aux Jardies.
- 26 juillet : Victor Hugo commence Les Jumeaux.
- 16 août : Honoré de Balzac est élu président de la Société des gens de lettres[1].
- 23 août : Victor Hugo arrête la rédaction des Jumeaux (au cours de l'acte III).
- 26 août : Adèle Hugo et ses enfants partent chez les Vacquerie, à Villequier.
- 31 août : voyage de Hugo avec Juliette Drouet : Nancy, Strasbourg, Kehl, Fribourg-en-Brisgau, Bâle, Zurich, Lucerne, Berne, Vevey, Lausanne, Genève, Aix-les-Bains, Lyon, Avignon, Beaucaire, Arles, Marseille, Toulon, Draguignan, Nice, Cannes, Aix-en-Provence, Bourg-Saint-Andéol, Rochemaure, Valence, Tournon, Chalon-sur-Saône, Dijon, Châtillon-sur-Seine, Troyes, Sens, Fontainebleau.
- 9 septembre : Honoré de Balzac demande son soutien à Armand Dutacq, gérant du journal Le Siècle, dans l'Affaire Peytel, pour  sauver un innocent de l'échafaud, dans une lettre qu'il envoie de Bourg-en-Bresse.
- 27, 28 et 29 septembre : Honoré de Balzac rédige dans Le Siècle trois articles en faveur de Sébastien-Benoît Peytel accusé du double meurtre de sa femme et de son domestique. Il ne parvient pas à le sauver de l'échafaud[2].
- 21 septembre : Adèle Hugo et ses enfants quittent Villequier pour Le Havre.
- 8 octobre : Adèle Hugo et les enfants rentrent à Paris.
- 2 décembre : Honoré de Balzac retire sa candidature académique pour laisser la place à Victor Hugo.
- 19 décembre : élections à l'Académie française. Berryer : 10; 12, 11, 11, 11, 10, 10 voix. Victor Hugo : 9, 8, 10, 8, 9, 9, 6, 8. Sur propositions de Victor Cousin, l'Académie remet l'élection à trois mois.

## Presse
- 15 janvier : Louis Blanc fonde la Revue du progrès.
- Janvier : Annales de la Patrie, de Andreï Kraïevsky , où Vissarion Belinsky tient la critique littéraire (occidentalistes).
- Décembre : Le saint-simonien Jules Vinçard fonde La Ruche populaire.

## Parutions

### Essais
- Thomas F. Buxton : The African Slave Trade and Its Remedy.
- 29 juin : l'avocat républicain Étienne Cabet, socialiste utopiste, publie une Histoire populaire de la Révolution française, de 1789 à 1830, dans lequel il proclame son attachement à Robespierre et aux idéaux de la Constitution montagnarde de 1793.
- Juin : Gustave de Beaumont publie L'Irlande sociale, politique et religieuse chez Charles Gosselin.

- Astolphe de Custine : Lettres de Russie.
- Khomiakov : l’Ancien et le nouveau. Développement des idées slavophiles en Russie, En réponse à A. S. Khomiakov de Kireïevski.
- Johannes Rudolf Thorbecke : Commentaire sur la constitution du néerlandais, paru dans le Gids.
- Louis Blanc : L'Organisation du travail.

### Poésie
- 12 juillet : Victor Hugo écrit « Au roi Louis-Philippe, après l'arrêt de mort prononcé le 12 juillet 1839 » (repris dans Les Rayons et les ombres).
- Marceline Desbordes-Valmore : Pauvres Fleurs.

### Romans

#### Auteurs francophones
- 6 avril : Stendhal, La Chartreuse de Parme.

- Honoré de Balzac : Béatrix.
- Honoré de Balzac : Pierre Grassou.
- Honoré de Balzac : Les Secrets de la princesse de Cadignan
- Gustave Flaubert : Smarh.
- George Sand : Lélia, roman féministe (seconde version).
- George Sand : Pauline.

#### Auteurs traduits
- Pétrus Borel : Madame Putiphar.
- József Eötvös :  Le Chartreux (1839-1841).
- Eugène Labiche : La Clé des champs.

### Théâtre
- 26 mai : dernière représentation de Ruy Blas au Théâtre de la Renaissance.
- József Katona : Bánk bán, tragédie romantique jouée à Pest.

## Principales naissances
- 13 novembre : Adolphe Paban, littérateur français